# تالانگامووا
تالانگامووا (به لاتین: Talangamuwa) یک منطقهٔ مسکونی در سری‌لانکا است که در استان جنوبی (سری‌لانکا) واقع شده‌است.